# 3. пјешадијски (Република Српска) пук
Трећи пјешадијски (Република Српска) пук је један од три пешадијска пука Оружаних снага Босне и Херцеговине, који његује војно насљеђе и идентитет Војске Републике Српске.

## Историја
Народна скупштина Републике Српске је 2005. године прихватила оснивање Министарства одбране Босне и Херцеговине. Паралелно са тим, укинуто је Министарство одбране Републике Српске, а Војска Републике Српске је интегрисана у заједничке Оружане снаге Босне и Херцеговине.
Закон о одбрани Босне и Херцеговине је предвидео да традицију Војске Републике Српске у ОС БиХ наставља Трећи пјешадијски (Република Српска) пук са сједиштем у Бањој Луци.
Официри у чину генерала не могу носити обележја пука, већ искључиво Оружаних снага Босне и Херцеговине.
Командант пука обавља свечане дужности, а нема никакву оперативну команду.
Дан Трећег пјешадијског (Република Српска) пука је 12. мај, који се прославља у част дана када је Скупштина српског народа у Босни и Херцеговини 1992. године одлучила оснује оружане снаге Републике Српске. Према најавама српског члана Предсједништва Босне и Херцеговине Милорада Додика, Трећи пјешадијски (Република Српска) пук ће као свечане униформе усвојити свечане униформе Војске Републике Српске.